# Галисийский националистический блок
Галисийский националистический блок (галис. Bloque Nacionalista Galego, BNG) — «политический фронт» левых националистических политических партий и индивидуальных членов в автономном сообществе Галисия (Испания). Выступает за более широкое самоуправление Галисии (в разные периоды доминировали требования от автономии вплоть до провозглашения независимой республики).

## История
Является преемником Галисийского народного национального блока (1977—1982). Создан в 1982 году под руководством Хосе Мануэля Бейраса. В 2012 году многие компоненты коалиции покинули её и вступили либо в более радикальную антикапиталистическую коалицию «АНОВА — Националистическое братство» (ANOVA-Irmandade Nacionalista), либо в более умеренную социал-демократическую коалицию «Обязательство для Галисии» (Compromiso por Galicia).
Исторически BNG был тесно связан с Галисийской конфедерацией профсоюзов, Галисийским крестьянским союзом, Галисийской студенческой лигой и студенческим профсоюзом Comités, а также с энвайронменталистскими, феминистическими и культурными организациями региона.
Свой лучший результат — почти 25 % голосов и 18 депутатов — показал на выборах в парламент Галисии в 1997 году.
С 2005 по 2009 годы BNG участвовал в местном коалиционном правительстве с Социалистической партией Галисии.
В выборах 2015 года участвовал в составе коалиции «Мы — Галисийские кандидаты», набрав 70 464 голосов (0,28 %) и потеряв 2 своих места в Конгрессе депутатов. Представлен 7 депутатами в парламенте Галисии и одним — в Европейском парламенте.
Входит в Европейский свободный альянс и группу Европарламента «Зелёные — Европейский свободный альянс».

## Нынешний состав
- Союз галисийского народа (Unión do Povo Galego, UPG) — коммунизм, марксизм-ленинизм
- Галисийское движение за социализм (Movemento Galego ao Socialismo, MGS) — революционный социализм
- Абренте — Галисийские демократические левые (Abrente — Esquerda Democrática Galega, Abrente) — социал-демократия